# Fangshan-Marmor

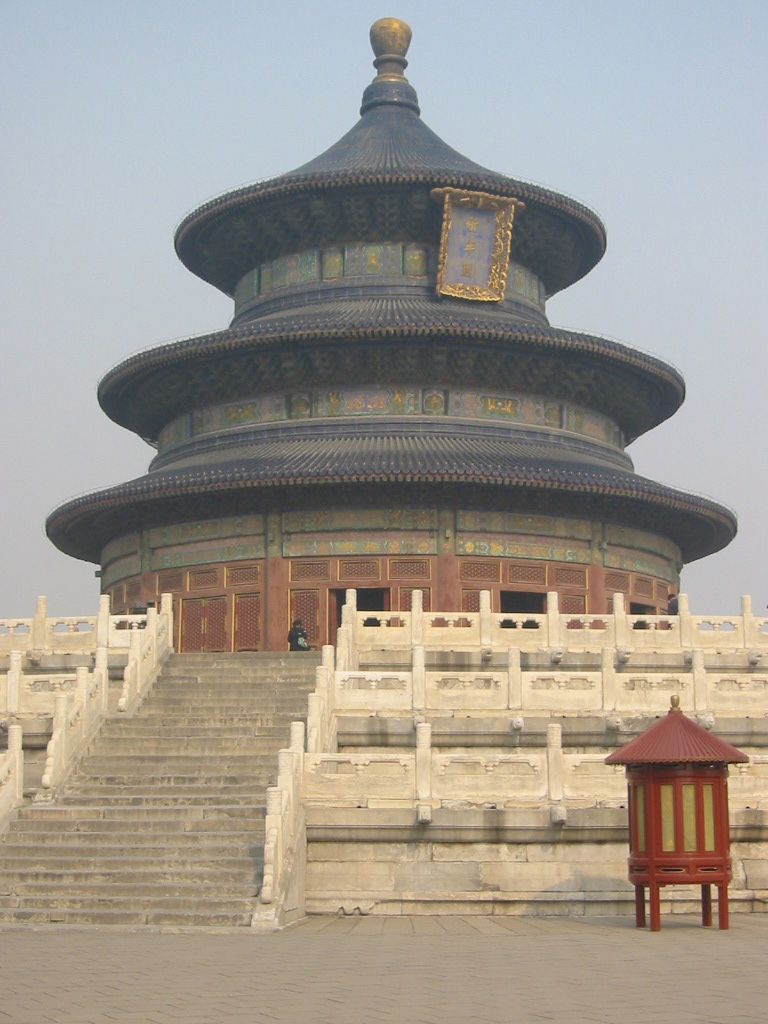
Himmelstempel in Peking mit Balustraden aus Fangshan-Marmor

Der Fangshan-Marmor ist ein für die Architektur und Kunst in Peking sowie über diese Metropole hinaus bekanntes und historisch exponiertes Bau- und Dekorationsgestein. In seiner besonders geschätzten Sortierung ist er reinweiß und deshalb auch unter der Bezeichnung Chinese Royal White Marble (Fangshan hanbaiyu 房山汉白玉) bekannt.

## Abbaugebiet und Geologie
Das Abbaugebiet befindet sich im Taihang-Gebirge (Taihangshan), das westlich und nordwestlich den Pekinger Stadtbezirk Fangshan umschließt. Diese Marmorlagerstätte ist ein Teil des metamorphen Kernkomplexes von Fangshan (Fangshan metamorphic core complex). Der Marmor bildete sich durch Metamorphose aus proterozoisch-altpaläozoischen Kalksedimenten.
In den Steinbrüchen von Dashiwo (im Dorf Gaozhuang u. a.) werden verschiedene Sortierungen gewonnen. Die größte Beachtung findet die reinweiße Sortierung Fangshan Snow (Royal White Marble). Ferner sind Fangshan White und Fangshan Grey-White bekannt. Diese Namensdifferenzierung orientiert sich an den farblichen Abstufungen und wird analog wie bei dem vergleichbaren sowie weltweit bekannteren Marmor von der griechischen Insel Thassos praktiziert.

## Anwendung
Fangshan-Marmor besitzt für die alte Architektur Pekings und seines Umlandes hohe Bedeutung. Er wird für Gestaltungs- und Architekturelemente im Außen- und Innenbereich seit Jahrhunderten genutzt. Die frühesten Anwendungen sind aus der von Kublai Khan geschaffenen Yuan-Dynastie (1279–1368) überliefert. Seine Eigenschaften, besonders seine Kleinkörnigkeit, hat ihn auch zu einem geschätzten Bildhauermaterial werden lassen.
Typisch sind vielerorts die kunstvollen Balustraden auf Brücken, an Veranden und Denkmalen. Im Bewusstsein der chinesischen Fachöffentlichkeit nimmt der Fangshan-Marmor eine führende Rolle bei den Bau- und Dekorationsgesteinen ein.
Anwendungsbeispiele sind:
- Dashiwo, Fangshan (Peking): Steintafel-Sutras des Yunju-Tempels
- Peking: Verbotene Stadt
- Peking: Marmorsäulen der Großen Halle des Volkes
- Peking: Denkmal für die Helden des Volkes
- Peking: Gedenkhalle für den Vorsitzenden Mao
- Changping (Peking): Dingling-Mausoleum (Dreizehn Ming-Gräber)
- Lintong (Xi’an): Mingshenggong
- Peking: „Goldwasserbrücken“ vor dem Tor des Himmlischen Friedens
- Peking: Neuer Sommerpalast
- Peking: Himmelstempel
- Peking: Marco-Polo-Brücke
- Peking: China-Millennium-Monument
- Hong Kong City Hall